# Capriana
Capriana település Olaszországban, Trento megyében. Lakosainak száma 587 fő (2023. január 1.). Capriana Altavalle, Castello–Molina di Fiemme, Anterivo, Montagna, Salorno, Sover, Trodena és Valfloriana községekkel határos.

## Népesség
A település népességének változása:
| Lakosok száma | 586  | 589  | 587  |
|               | 2017 | 2018 | 2023 |